# 秋瓊尼基 (文尼察州)
49°20′17″N 28°24′37″E / 49.33806°N 28.41028°E
秋瓊尼基（烏克蘭語：Тютюнники），是烏克蘭的村落，位於該國西南部文尼察州，由文尼察區負責管轄，始建於1600年，面積1.4平方公里，海拔高度258米，2001年人口283，人口密度每平方公里202.14人。